# Ngôi nhà Pavlov

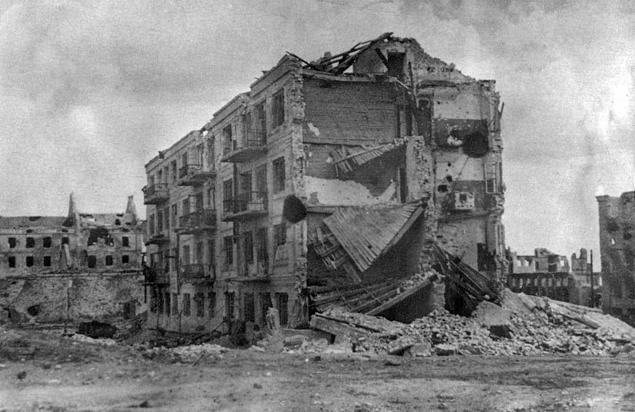
Ảnh chụp Ngôi nhà Pavlov vào năm 1943. Phía sau là Nhà máy xay Gerhart.

Ngôi nhà Pavlov (tiếng Nga: Дом Павлова) là di tích một căn nhà 4 tầng tại số 39 phố Sovetskaya, Volgograd. Tại đây, trong trận Stalingrad, một nhóm binh sĩ Liên Xô dưới sự chỉ huy của Thượng úy I.F. Afanasiev và sau đó là Thượng sĩ Y.F. Pavlov đã phòng thủ kiên cường gần như đơn độc trước sự tấn công của quân đội Đức Quốc Xã từ ngày 23 tháng 9 đến ngày 25 tháng 11 năm 1942, trước khi họ được giải nguy bởi cuộc phản công của Hồng quân.

## Trước chiến tranh
Nguyên đây là một căn nhà 4 tầng để ở, được xây dựng tại số 61 phố Penzenskaya, trung tâm thành phố Stalingrad, trước chiến tranh là khu căn hộ của các kỹ sư và công nhân ngành công nghiệp. Nó nằm trong một khu hành chính quan trọng, xung quanh là các tòa nhà thông tin, trụ sở NKVD. Căn nhà nhìn thẳng ra Quảng trường 9 tháng 1 và nằm song song với Sông Volga, có tầm nhìn thoáng đãng trong vòng 1 km về cả hướng bắc, hướng nam và hướng tây, một vị trí mà về sau đóng vai trò quan trọng trong trận Stalingrad.

## Pháo đài Hồng quân
Vào ngày 23 tháng 9 năm 1942, một tiểu đội 4 binh sĩ Hồng quân thuộc một trung đội của Tiểu đoàn 3, Trung đoàn 42, Sư đoàn súng trường cận vệ số 13, do Thượng sĩ Yakov Pavlov chỉ huy đã vào đóng trong căn nhà nhằm chiếm giữ vị trí có lợi chống lại cuộc tiến công của quân Đức. Đến ngày thứ ba, phần còn lại của trung đội đến tăng viện với 25 binh sĩ, có cả súng máy, súng chống tăng (về sau có cả súng cối) và đạn dược, mìn, và ngôi nhà được củng cố, trở thành một cứ điểm quan trọng trong việc phòng thủ trước sức tiến công của quân Đức Quốc Xã.
Ban đầu, việc phòng thủ do Thượng úy Ivan Afanasiev chỉ huy. Theo Chỉ thị 227 của Stalin quyết tâm giữ Stalingrad đến người cuối cùng, Afanasiev đã cho bố trí một hệ thống phòng thủ gồm bốn lớp dây thép gai và bãi mìn, và đặt súng máy trong các cửa sổ hướng về phía quảng trường. Ông cũng cho bố trí một súng chống tăng PTRS-41 trên nóc nhà để phục kích các xe tăng Đức, vốn có lớp giáp mỏng ở phía trên và không thể nhấc cao nòng pháo để bắn vào các xạ thủ. Chiến thuật này đặc biệt hiệu quả khi các xe tăng Đức đến gần ngôi nhà trong vòng 25 mét. Hàng chục xe tăng Đức bị hạ bởi cách này, giúp đội phòng thủ không phải đối mặt với sức xung kích của xe tăng. Một hệ thống giao thông hào cũng được thiết lập, giúp các binh sĩ tham gia phòng thủ dễ dàng di chuyển giữa các phòng, giữa tầng hầm và các tầng trên, cũng như tuyến tiếp tế với bên ngoài.
Cuộc chiến đấu diễn ra rất ác liệt. Quân Đức tấn công tòa nhà nhiều lần trong ngày nhằm xuyên thủng vị trí phòng thủ lợi hại này. Tuy nhiên, mỗi lần bộ binh Đức với sự hỗ trợ của xe tăng cố gắng vượt qua quảng trường để tấn công, thậm chí có đôi lúc đã tiến vào được tầng trệt của tòa nhà, nhưng đều bị hỏa lực cực mạnh của các binh sĩ Hồng quân từ cả bốn tầng của ngôi nhà đánh bật trở lại.
Tuy vậy, lực lượng phòng thủ không phải không có những khó khăn. Trước sức tấn công ác liệt, thương vong cao, Afanasiev và nhiều chỉ huy trung đội bị thương hoặc tử trận, là người có cấp bậc cao nhất còn lại, Pavlov nắm quyền chỉ huy trung đội. Mặc dù hầu như không được tăng viện về người, nhưng nguồn tiếp vận vẫn được cố gắng duy trì qua tuyến giao thông hào và thuyền qua sông Volga, bất chấp sự oanh tạc của máy bay và pháo binh Đức. Tuy vậy nhưng lương thực đặc biệt là nước uống vẫn rất khan hiếm. Thiếu giường, các binh sĩ đã cố gắng ngủ trên các tấm len rách để chống lại cái lạnh mùa đông và cái nóng của lửa đạn.
Nhưng dù sao thì các binh sĩ Hồng quân đã hoàn thành nhiệm vụ. Khi lực lượng giải vây đến, chỉ còn 4 binh sĩ sống sót trong ngôi nhà, trong đó có cả Pavlov. Tính ra, Pavlov và những người đồng đội của ông đã giữ vững tới hơn 2 tháng một ngôi nhà vốn chỉ được thiết kế để ở trước sức tấn công mãnh liệt của quân đội Đức Quốc Xã (từ ngày 23 tháng 9 năm 1942 đến ngày 25 tháng 11 năm 1942), trước khi họ được giải nguy bởi cuộc phản công của Hồng quân. Từ đó trở đi, ngôi nhà được gọi bằng cái tên "Ngôi nhà của Pavlov".

## Ý nghĩa
Ngôi nhà của Pavlov đã trở thành biểu tượng cho sự kháng cự kiên cường của Liên Xô trong Trận Stalingrad nói riêng và trong Chiến tranh giữ nước vĩ đại nói chung. Chiến công của Pavlov và đồng đội càng nổi bật khi biết rằng quân đội Đức, một quân đội đã từng chinh phục rất nhiều thành phố và đất nước chỉ trong vài tuần lễ, lại không thể chiếm giữ nổi một căn nhà đã bị phá hủy một nửa và được bảo vệ phần lớn thời gian chỉ bằng một đơn vị nhỏ Hồng quân, cho dù họ đã cố gắng làm việc này trong vòng 2 tháng. Người ta đã ghi lại rằng căn hộ vốn chỉ dùng để ở trên Quảng trường "Mùng 9 tháng 1" này đã được quân Đức ký hiệu trên bản đồ tác chiến là một pháo đài.

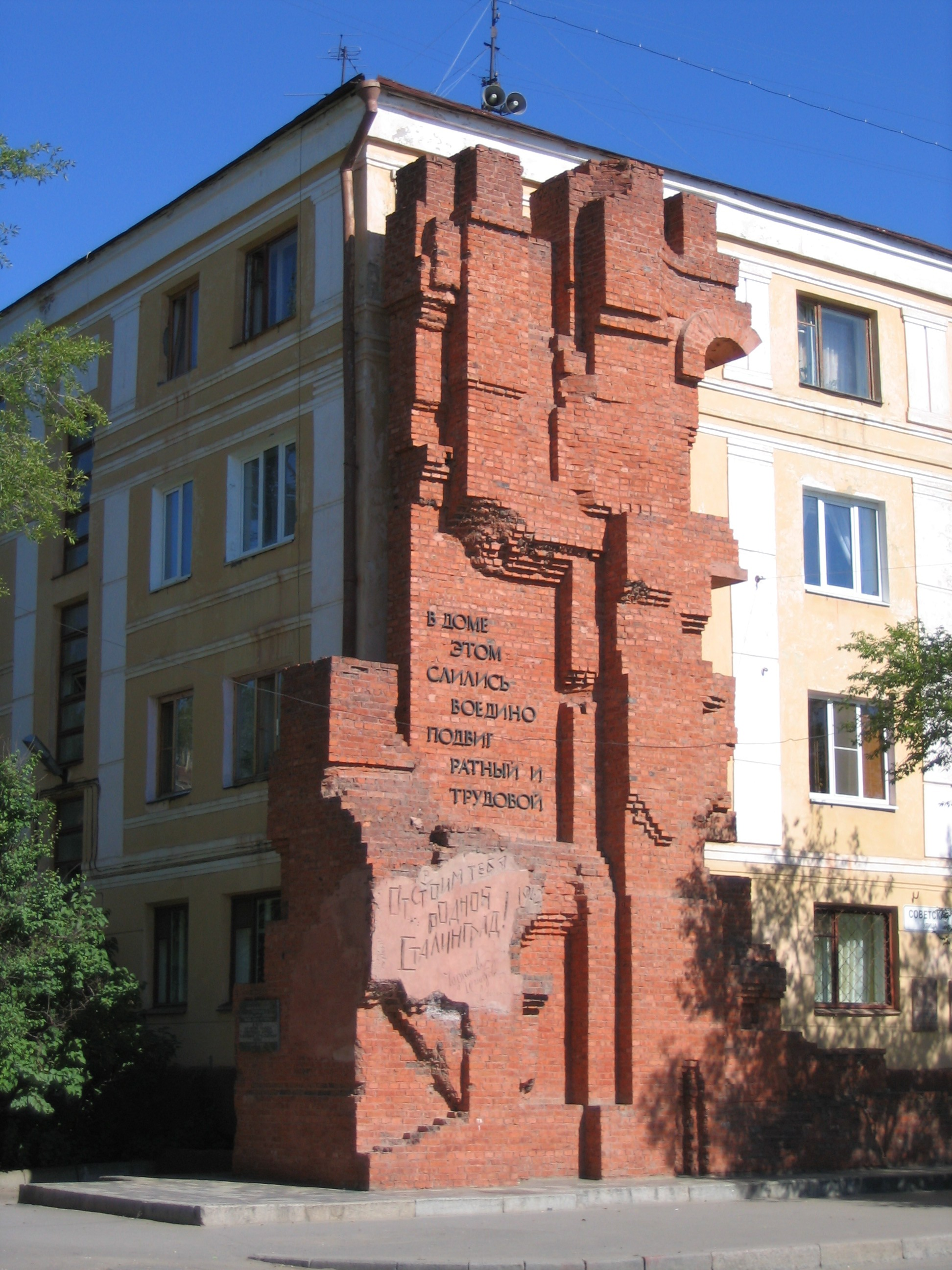
Tòa nhà Pavlov ngày nay với bia tưởng niệm chiến công của các binh sĩ Hồng quân.

Ngày 27 tháng 6 năm 1945, Yakov Pavlov đã được phong tặng danh hiệu cao quý Anh hùng Liên bang Xô Viết. Ông đã ba lần được bầu vào Xô viết Tối cao Liên Xô. Pavlov qua đời năm 1981 và được chôn tại quê nhà Novgorod.
Sau chiến tranh, Ngôi nhà của Pavlov đã được xây dựng lại và vẫn còn được sử dụng cho đến ngày nay. Một đài kỷ niệm cũng được xây dựng ở đây từ những viên gạch của ngôi nhà cũ, trên đó, ngoài Pavlov, những người được ghi danh là A.P. Aleksandrov, V.X. Glushchenko, N.Ya. Chernogolov, I.F. Afanasiev, M.X. Bondarenko, I.V. Voronov, T.I. Gridin, P.I. Dovzhenko, A.I. Ivashchenko, V.M. Kiselev, N.G. Mosiashvili, T. Murzaev, F.Z. Ramazanov, V.K. Saraev, I.T. Svirin, A.A. Sobgayda, K. Torgunov, M. Turdyev, I.Ya. Khait, A.N. Chernyshenko, A.E. Shapovalov, G.I. Yakimenko.

## Ảnh hưởng văn hóa
Trong game Call of Duty, có một nhiệm vụ trong đó người chơi là một thành viên trong trung đội của Y.F. Pavlov. Nhiệm vụ của đội là chiếm ngôi nhà khỏi tay quân Đức và bảo vệ nó cho đến khi xe tăng của Hồng quân Liên Xô xuất hiện và giải vây cho ngôi nhà.